# And Then... Along Comes the Association
And Then... Along Comes the Association är gruppen The Associations debutalbum, utgivet 1966. Albumet gav gruppen två stora hits, "Along Comes Mary" och "Cherish". Albumet är dominerat av gruppens harmoniska sångstämmor och brukar rekommenderas om man vill höra rak pop från mitten av 1960-talet. 

## Låtlista
1. Enter the Young  (Kirkman) - 2:43
2. Your Own Love  (Alexander/Yester) - 2:21
3. Don't Blame It on Me  (Addrisi/Addrisi) - 2:30
4. Blistered  (Wheeler) - 1:53
5. I'll Be Your Man  (Giguere) - 2:48
6. Along Comes Mary  (Almer) - 2:35
7. Cherish  (Kirkman) - 3:25
8. Standing Still  (Bluechel) - 2:47
9. Message of Our Love  (Boettcher) - 4:03
10. Round Again  (Alexander) - 1:50
11. Remember  (Alexander) - 2:37
12. Changes  (Alexander) - 2:36